# Eligio Esquivel Méndez
Eligio Esquivel Méndez (Mérida, Yucatán; 31 de octubre de 1908 - El Centro, California; 17 de diciembre de 1964) fue un ingeniero civil y político mexicano, miembro del Partido Revolucionario Institucional. Fue gobernador de Baja California entre 1959 y 1964.

## Datos biográficos
Estudio en la Universidad Nacional Autónoma de México, donde obtuvo el título de ingeniero civil en 1933.  Fue enviado por el presidente Lázaro Cárdenas del Río encabezando una comisión de apoyo técnico a algunos países latinoamericanos. Por su trabajo en esta comisión fue condecorado por el gobierno de Bolivia, al terminarse la construcción de la Presa La Angostura en Cochabamba, localidad de ese país. 
Dirigió en México la construcción de las presas Morelos y Matamoros. En 1943 se hizo cargo de la gerencia del Distrito de Riego del Río Colorado, que desempeñó hasta 1957. También participó en la construcción de las represas Matamoros y Galeana.
Fue elegido como segundo gobernador del Estado de Baja California, cargo que asumió en noviembre de 1959. Se distinguió por sus obras de infraestructura hidráulica que permitieron resolver un serio problema de salinización de los suelos del Valle de Mexicali. Falleció en el ejercicio de la gubernatura pocos meses antes de entregar el mando a su sucesor. Lo sucedió como gobernador interino Gustavo Aubanel Vallejo.